# 日本の大学統合一覧
日本の大学統合の一覧（にほんのだいがくとうごうのいちらん）は、日本において統合が行われた大学の一覧である。
なお、本項では学校教育法に基づいた新制大学の統合のみを取り上げ、大学令による旧制大学の統廃合については扱わない。

## 1951年

### 8月
私立
- 法政大学・中央労働学園大学 ⇒ 法政大学

### 11月
私立
- 日本大学・東京獣医畜産大学 ⇒ 日本大学

## 1975年

### 10月
私立
- 日本大学・日本大学松戸歯科大学 ⇒ 日本大学

## 2002年

### 4月
私立
- 大阪国際大学・大阪国際女子大学 ⇒ 大阪国際大学

### 10月
国立
- 山梨大学・山梨医科大学 ⇒ 山梨大学
- 筑波大学・図書館情報大学 ⇒ 筑波大学

## 2003年

### 10月
国立
- 東京商船大学・東京水産大学 ⇒ 東京海洋大学
- 福井大学・福井医科大学 ⇒ 福井大学
- 神戸大学・神戸商船大学 ⇒ 神戸大学
- 島根大学・島根医科大学 ⇒ 島根大学
- 香川大学・香川医科大学 ⇒ 香川大学
- 高知大学・高知医科大学 ⇒ 高知大学
- 九州大学・九州芸術工科大学 ⇒ 九州大学
- 佐賀大学・佐賀医科大学 ⇒ 佐賀大学
- 大分大学・大分医科大学 ⇒ 大分大学
- 宮崎大学・宮崎医科大学 ⇒ 宮崎大学

## 2004年

### 4月
公立
- 神戸商科大学・姫路工業大学・兵庫県立看護大学 ⇒ 兵庫県立大学

## 2005年

### 4月
公立
- 東京都立大学 (1949-2011)・東京都立科学技術大学・東京都立短期大学・東京都立保健科学大学 ⇒ 首都大学東京
- 山梨県立看護大学・山梨県立女子短期大学 ⇒ 山梨県立大学
- 大阪府立大学・大阪女子大学・大阪府立看護大学 ⇒ 大阪府立大学
- 県立広島女子大学・広島県立大学・広島県立保健福祉大学 ⇒ 県立広島大学

### 10月
国立
- 富山大学・富山医科薬科大学・高岡短期大学 ⇒ 富山大学

## 2007年

### 10月
国立
- 大阪大学・大阪外国語大学 ⇒ 大阪大学

## 2008年

### 4月
公立
- 長崎県立大学・県立長崎シーボルト大学 ⇒ 長崎県立大学

私立
- 東海大学・北海道東海大学・九州東海大学・東海大学短期大学部高輪校舎 ⇒ 東海大学
- 慶應義塾大学・共立薬科大学 ⇒ 慶應義塾大学

## 2009年

### 4月
公立
- 愛知県立大学・愛知県立看護大学 ⇒ 愛知県立大学

私立
- 武蔵工業大学・東横学園女子短期大学 ⇒ 東京都市大学
- 関西学院大学・聖和大学 ⇒ 関西学院大学

## 2011年

### 4月
私立
- 上智大学・聖母大学 ⇒ 上智大学

## 2013年

### 4月
私立
- 常葉学園大学・浜松大学・富士常葉大学 ⇒ 常葉大学[1]

## 2017年

### 4月
私立
- 星槎大学・日本教育大学院大学 ⇒ 星槎大学[2]

## 2018年

### 4月
私立
- 北海道科学大学・北海道薬科大学 ⇒ 北海道科学大学

## 2020年

### 4月
私立
- 神戸山手大学・関西国際大学 ⇒ 関西国際大学[3]

## 2021年

### 4月
私立
- 大阪医科大学・大阪薬科大学 ⇒ 大阪医科薬科大学[4]

## 2022年

### 4月
公立
- 大阪府立大学・大阪市立大学 ⇒ 大阪公立大学[5]

私立
- 兵庫医科大学・兵庫医療大学 ⇒ 兵庫医科大学[6]

## 2023年
私立
- 天理大学・天理医療大学 ⇒ 天理大学[7]

## 2024年
国立
- 東京工業大学・東京医科歯科大学 ⇒ 東京科学大学[8]

## 2025年
私立
- 桃山学院大学・桃山学院教育大学 ⇒ 桃山学院大学[9]

## 2026年（予定）
私立
- 学習院大学・学習院女子大学 ⇒ 学習院大学[10]

## 未定
私立
- 慶應義塾大学・東京歯科大学 ⇒ 慶應義塾大学（2023年予定だったが、延期となった。[11]）